# Дяківська сільська рада (Славутський район)
Дя́ківська сільська́ ра́да — колишня адміністративно-територіальна одиниця та орган місцевого самоврядування у Славутському районі Хмельницької області. Адміністративний центр — село Дяків.

## Загальні відомості
Дяківська сільська рада утворена в 1962 році.
- Територія ради: 23,89 км²
- Населення ради: 717 осіб (станом на 2001 рік)
- Територією ради протікає річка Жариха

## Історія
Хмельницька обласна рада рішенням від 29 жовтня 2003 року у Славутському районі перейменувала Жовтневу сільраду на Дяківську.

## Населені пункти
Сільській раді були підпорядковані населені пункти:
- с. Дяків
- с. Красносілка

## Депутати
За результатами місцевих виборів 2010 року депутатами ради стали:

#### За суб'єктами висування
| Суб'єкт висування | Кількість обраних депутатів | %    |
| ----------------- | --------------------------- | ---- |
| Самовисування     | 11                          | 91,7 |
| Народна партія    | 1                           | 8,3  |

#### За округами
| № округу       | Прізвище, ім'я, по батькові      | Дата визнання обраним | Освіта  | Партійна приналежність                        | Відомості про обраного депутата                         |
| -------------- | -------------------------------- | --------------------- | ------- | --------------------------------------------- | ------------------------------------------------------- |
| Народна Партія |                                  |                       |         |                                               |                                                         |
| 2              | Стасюк Валентина Миколаївна      | 01.11.2010            | вища    | позапартійна                                  | Дяківська сільська рада, секретар                       |
| Самовисування  |                                  |                       |         |                                               |                                                         |
| 1              | Кондратюк Любов Миколаївна       | 01.11.2010            | вища    | член Партії регіонів                          | Дяківська сільська рада, завідувачка бібліотеки         |
| 3              | Овсенюк Олена Іванівна           | 01.11.2010            | вища    | позапартійна                                  | Дяківська сільська рада, головний бухгалтер             |
| 4              | Кондратюк Олександр Веніамінович | 01.11.2010            | вища    | позапартійний                                 | тимчасово не працює                                     |
| 5              | Кондратюк Микола Анатолійович    | 01.11.2010            | середня | позапартійний                                 | тимчасово не працює                                     |
| 6              | Поліщук Леся Володимирівна       | 01.11.2010            | середня | позапартійна                                  | Фермерське господарство «Перлина Полісся», молокозбирач |
| 7              | Загоруйко Василь Петрович        | 01.11.2010            | вища    | позапартійний                                 | Фермерське господарство «Легенда», бухгалтер            |
| 8              | Загоруйко Олена Анатоліївна      | 01.11.2010            | вища    | позапартійна                                  | Яблунівська психіатрична лікарня № 3, медсестра         |
| 9              | Григорчук Микола Віталійович     | 01.11.2010            | середня | член Партії регіонів                          | «Агро-ХХІ», агроном                                     |
| 10             | Рисенков Микола Володимирович    | 01.11.2010            | середня | член Партії регіонів                          | пенсіонер                                               |
| 11             | Ковальчук Світлана Леонідівна    | 01.11.2010            | середня | позапартійна                                  | Дяківська загальноосвітня школа І-ІІ ст., техпрацівник  |
| 12             | Шурхно Наталія Францівна         | 01.11.2010            | вища    | член Всеукраїнського об'єднання «Батьківщина» | Дяківська загальноосвітня школа І-ІІ ст., вчитель       |

## Населення
Згідно з переписом УРСР 1989 року чисельність наявного населення сільської ради становила 2069 осіб, з яких 935 чоловіків та 1134 жінки.
За переписом населення України 2001 року в сільській раді мешкало 713 осіб.

### Мова
Розподіл населення за рідною мовою за даними перепису 2001 року:
| Мова       | Відсоток |
| ---------- | -------- |
| українська | 99,02 %  |
| російська  | 0,70 %   |
| інші       | 0,28 %   |